# Alan Milburn
Pour les articles homonymes, voir Milburn (homonymie).
Alan Milburn est un homme politique britannique, membre du Parti travailliste, né le 27 janvier 1958 à Tow Low, dans le comté de Durham (Nord-Est de l'Angleterre).

## Biographie
Après avoir quitté l'université, il fait ses premières armes au Parti travailliste en 1988, en devenant secrétaire de circonscription dans la circonscription « Newcastle upon Tyne Central ».
Aux élections générales de 1992, il est investi par le Labour à Darlington et remporte le siège de député.
Le 23 décembre 1998, après la démission de Peter Mandelson, il fait son entrée dans le cabinet de Tony Blair, au poste de secrétaire en chef au Trésor, sous l'autorité du chancelier de l'Échiquier, Gordon Brown.
En octobre 1999, il change de portefeuille et devient secrétaire d'État à la Santé, fonctions dans lesquelles il demeure jusqu'au 12 juin 2003, date à laquelle il démissionne pour raisons personnelles.
Il fait toutefois son retour au gouvernement en septembre 2004, avec le titre de « chancelier du duché de Lancastre », poste sans responsabilité particulière. En 2005, l'émergence de Gordon Brown au premier rang lors de la campagne électorale le conduit à demander à Tony Blair de ne pas le reconduire dans ses fonctions lors de la composition du nouveau gouvernement.
Le 28 février 2007, avec l'ancien ministre Charles Clarke, il lance le site Web The 2020 Vision, qui entend débattre de la politique du Parti travailliste dans la perspective du départ, annoncé pour l'été, de Tony Blair du 10, Downing Street.
Il se défend toutefois, pour le moment, d'envisager de concourir pour le leadership du parti (et, par conséquent, pour le poste de Premier ministre) ou de vouloir fragiliser la position de Gordon Brown, avec lequel sa mésentente est notoire, alors que l'« inamovible » chancelier de l'Échiquier est vu par beaucoup de travaillistes comme le successeur « naturel » de Tony Blair.